# Mainzer Republik
Die Mainzer Republik war das erste auf bürgerlich-demokratischen Grundsätzen beruhende Staatswesen auf dem Gebiet des heutigen Deutschland. Der kurzlebige Freistaat existierte von März bis Juli 1793 auf dem linksrheinischen Gebiet von Kurmainz. Da er unter dem Schutz der französischen Revolutionstruppen stand, wird er zu den Tochterrepubliken Frankreichs (républiques sœurs) gezählt. Hauptort der Mainzer Republik war das französisch besetzte Mainz, das ihr auch den Namen gab.

## Geschichte der Mainzer Republik

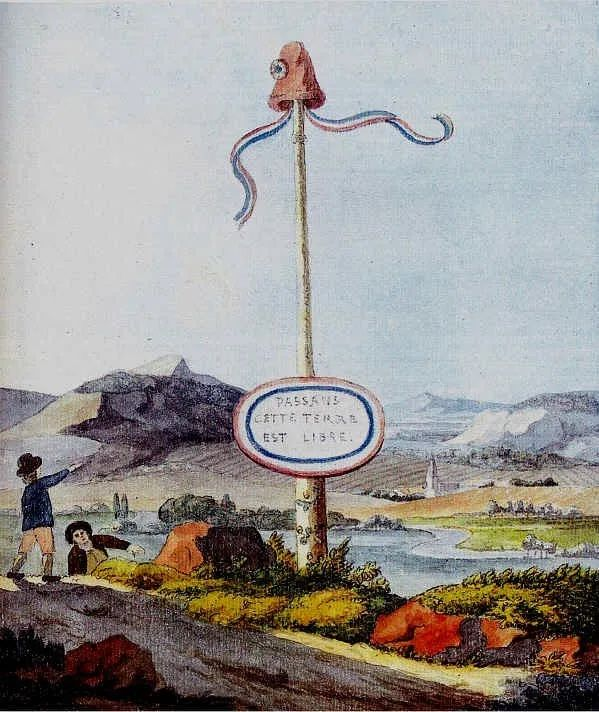
Freiheitsbaum mit Jakobinermütze an der Grenze zwischen dem Herzogtum Luxemburg und der Französischen Republik; Aquarell von J. W. Goethe (1792). Die Inschrift auf der Tafel lautet: „Passans, cette terre est libre“ (Vorübergehende, dieses Land ist frei)

Die Gründung der Mainzer Republik war eine Folge des Ersten Koalitionskrieges, in dem eine Allianz aus Österreich, Preußen und einigen kleineren deutschen Staaten gegen das revolutionäre Frankreich vorging, um dort die absolute Monarchie wiederherzustellen.

### Kurmainz am Vorabend der Mainzer Republik
Der Ausbruch der Französischen Revolution hatte auch auf deutschem Boden in verschiedenen kleineren grenznahen Territorien einige Unruhen zur Folge. Im Winter 1789/90 rückten kurmainzische und kurpfälzische Truppen aus, um Unruhen in der Reichsgrafschaft Leyen und der Ortenau zu beenden. Im Februar 1790 führten die Gerüchte über eine Erhebung im Raum Aschaffenburg zu einem weiteren Einsatz von 231 kurmainzischen Soldaten. Alle diese Einsätze verliefen jedoch gewaltlos – im Falle der angeblichen Unruhen in Aschaffenburg stellte sich die ganze Situation am Ende sogar als Fehlinformation heraus. Anders stand es im Fall der Reichsexekution gegen Lüttich, an deren Niederschlagung auch 1500 Mainzer Soldaten beteiligt waren (→ Lütticher Revolution). Hier zeigte sich jedoch erstmals, dass die bewaffnete Bevölkerung, durch die Entwicklungen in Frankreich und Brabant zusätzlich motiviert, regulären Truppen des Ancien Regimes hinreichenden Widerstand leisten konnte. Parallel dazu kam es Ende August 1790 in Mainz zu krawallartigen Unruhen zwischen Handwerksgesellen und Studenten, die das dortige Militär ohne Hilfe von außen nicht mehr unter Kontrolle bekam. Erst hinzugerufene hessisch-darmstädtische Truppen konnten Sicherheit und Ordnung wiederherstellen und diesem sogenannten „Mainzer Knotenaufstand“ ein Ende bereiten.
In der Vergangenheit wurde immer wieder seitens der Mainzer Jakobiner und verschiedener Historiker versucht, diese Unruhen in einen direkten Zusammenhang mit der späteren Mainzer Republik zu bringen. Obwohl sich einzelne Handwerksgesellen angeblich Kokarden an die Mützen gesteckt haben sollen und sich selbst „Patrioten“ nannten, stehen die Unruhen selbst in einer gewissen „Tradition“ von 22 weiteren Studentenunruhen in Mainz, die alle im 18. Jahrhundert stattfanden. Die kurmainzische Regierung betrachtete die Entwicklungen in Frankreich mit großer Sorge und reagierte sowohl im Zuge der Knotenunruhen, als auch in späterer Zeit überaus vorsichtig auf jegliche Form bürgerlichen Unmuts. Der kurfürstliche Hofkanzler Franz Joseph von Albini verschärfte zwar Kontrollen und Patrouillentätigkeiten, wies aber zugleich die kurmainzische Beamtenschaft an, jegliche Provokation der Bevölkerung zu unterlassen. Selbst beim Einsatz von 2000 Mainzer Soldaten im Kampf gegen Frankreich wurde auf die sonst gebräuchliche Sondersteuer verzichtet. Stattdessen finanzierte man dieses Unternehmen durch freiwillige Spenden und veranstaltete zu diesem Zweck ein regelrechtes Volksfest vor den Toren von Mainz, um den Auszug der Soldaten gebührend zu feiern.
Obwohl ein kleiner Teil aus dem Mainzer Bildungsbürgertum den Einsatz von Mainzer Soldaten gegen die Französische Revolution kritisierte, gab es zu diesem Zeitpunkt nur wenige offene Befürworter für die französische Sache. Im Grunde ging man in Mainz wie in den meisten deutschen Residenzen nach den schnellen Erfolgen der verbündeten Interventionstruppen in Frankreich davon aus, dass das Kapitel der Französischen Revolution schon bald abgeschlossen sein würde. Doch infolge des Ersten Koalitionskrieges änderte sich die Lage am Ende des Jahres 1792 vollkommen.

### Folgen des Ersten Koalitionskriegs für Mainz
Zu Beginn der Französischen Revolution hatten sich die europäischen Mächte an der inneren Entwicklung Frankreichs zunächst eher desinteressiert gezeigt. Dies änderte sich nach dem im Juni 1791 vereitelten Fluchtversuch König Ludwigs XVI. in das von royalistischen Truppen kontrollierte Grenzgebiet zu den Österreichischen Niederlanden. Auf die erzwungene Rückkehr des Königs nach Paris und seine zeitweilige Suspendierung reagierten Österreich und Preußen am 27. August 1791 mit der Pillnitzer Deklaration, in der sie die Wiedereinsetzung Ludwigs XVI. in seine früheren Rechte verlangten. Die Deklaration war im Wesentlichen auf das Betreiben des Grafen von Artois zustande gekommen, eines Bruders Ludwigs XVI. und Führers der gegenrevolutionären französischen Emigranten. Die Deklaration machte ein militärisches Eingreifen in Frankreich zwar von wenig wahrscheinlichen Voraussetzungen abhängig, schloss sie aber auch nicht aus. Daher wurde sie in Paris als Kriegsdrohung aufgefasst und trug dort zur Radikalisierung der Lage bei. In der Nationalversammlung bildete sich nun eine Mehrheit von Kriegsbefürwortern. Diese fand sogar die Unterstützung des Königs, der auf eine Niederlage des eigenen Landes und damit der Revolution hoffte.
Am 20. April 1792 erklärte Ludwig XVI. im Namen Frankreichs Franz II. den Krieg – allerdings nicht in dessen Eigenschaft als Römisch-Deutscher Kaiser, sondern als König von Ungarn und Böhmen. In Frankreich hoffte man, damit den Krieg auf eine Auseinandersetzung mit dem Haus Habsburg beschränken zu können. Aufgrund eines Bündnisvertrags mit Österreich trat aber auch Preußen in den Krieg ein. Ein erster französischer Vorstoß in die Österreichischen Niederlande wurde zurückgeschlagen. Die Hauptarmee der Koalition unter Führung des Herzogs Karl Wilhelm Ferdinand von Braunschweig drang im Sommer über Luxemburg nach Frankreich ein und bedrohte Paris.
Am 20. September 1792 stoppte die Kanonade von Valmy jedoch die Koalitionstruppen aus Preußen, Österreich und Hessen-Kassel. Die französischen Revolutionstruppen gingen nun ihrerseits in die Offensive und aus dem damals zu Frankreich gehörenden Landau stieß eine Armee unter General Custine zum Rhein vor. Custines Truppen schlossen ein schwaches mainzisch-österreichisches Korps in Speyer ein, zwangen es zur Kapitulation und rückten weiter bis Worms vor. In Mainz löste die Nachricht von der Niederlage von Speyer eine Massenflucht aus. Nicht nur ein Großteil des Adels und der Geistlichkeit flohen aus der Stadt, auch der Kurfürst Friedrich Karl Joseph von Erthal und ein Großteil der Beamtenschaft wurden evakuiert. Selbst unter den wenigen Soldaten der Besatzung, die sich zudem noch aus Kontingenten sechs verschiedener Reichsterritorien rekrutierten, löste die Nachricht eine Panik aus, über 90 Soldaten verließen gleichzeitig ihre Posten und nahmen Reißaus.
Custine selbst wagte den direkten Vorstoß auf Mainz dagegen noch nicht. Mainz war noch immer die größte und stärkste Reichsfestung und alleine die Gerüchte über eine nahe hessisch-preußische Armee ließen Custine zögern, mit seiner schwachen, zum Großteil nur aus undisziplinierten Nationalgardisten bestehenden Armee einen weiteren Vorstoß zu wagen. In Mainz beobachteten jedoch profranzösische Bürger die Vorgänge genau. Sie erkannten rasch, dass Mainz als Festung völlig unterbemannt war, und wussten darum, dass die preußischen und hessischen Truppen unerreichbar im Raum Trier lagen und unmöglich einen raschen Entsatz bringen konnten. Verschiedene Male brachten Boten wie der Arzt Georg von Wedekind heimlich Nachrichten aus der Stadt heraus und informierten Custine so nach und nach über den wirklichen Stand der Dinge. Mainz benötigte zur optimalen Verteidigung etwa 20.000 Mann, doch selbst nachdem sich etwa 3000 Bürger zur Verteidigung der Stadt meldeten, brachten es die Verteidiger lediglich auf etwa 5.800 Mann.
Am 19. Oktober 1792 schloss Custine die Stadt ein. Durch künstlich vergrößerte Feldlager und vorgetäuschte Verstärkungen entmutigte er die überforderte Mainzische Militärführung, so dass diese schließlich ohne wirkliche militärische Not am 21. Oktober kapitulierte. Bis zu diesem Zeitpunkt gibt es nur wenige offene Anzeichen dafür, dass die breite Masse der Mainzer Bevölkerung den französischen Angriff befürwortete. Die Erinnerungen an die französischen Plünderungszüge gegen Ende des 17. Jahrhunderts waren im Rheinland noch immer in Erinnerung. Zudem mangelte es nicht an Schreckensmeldungen über plündernde Franzosen aus Speyer und Worms. Gerade deshalb schlossen sich auch Tausende Bürger dem Militär bei der Verteidigung der Stadt an, auch die Universität stellte ein kleines Korps aus Akademikern und Studenten, die auf den Wällen Stellung bezogen.
Als sich aber die Nachricht von der Kapitulation verbreitete, machten sich unter der Bevölkerung Verzweiflung und Wut auf die eigene Regierung breit. Der Nassau-Weilburgische Oberstleutnant Massenbach hielt dazu fest: „Wie von der Capitulation die Rede ging, sagte die Bürgerschaft öffentlich, daß sie verkauft wäre, lief von ihren Posten und warf die Gewehre weg. Einige schimpften über den Kurfürsten, andere über den Gouverneur.“
Anders als erwartet zeigte Custine bei seinem Einmarsch jedoch große Milde gegenüber der einfachen Bevölkerung. Sein Ziel war es, in Mainz eine feste Basis aufzubauen, als Ausgangspunkt und Brückenkopf für weitere Aktionen in der Zukunft.

### Die deutschen Jakobiner

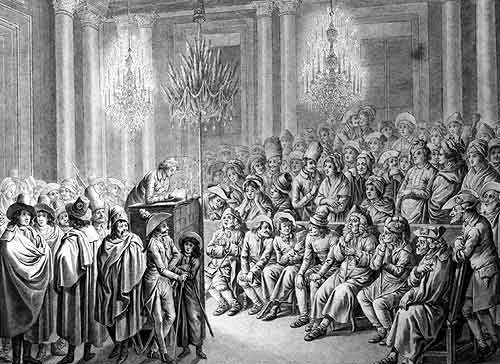
Versammlung des Mainzer Jakobinerklubs

Siegel des Mainzer Jakobinerklubs

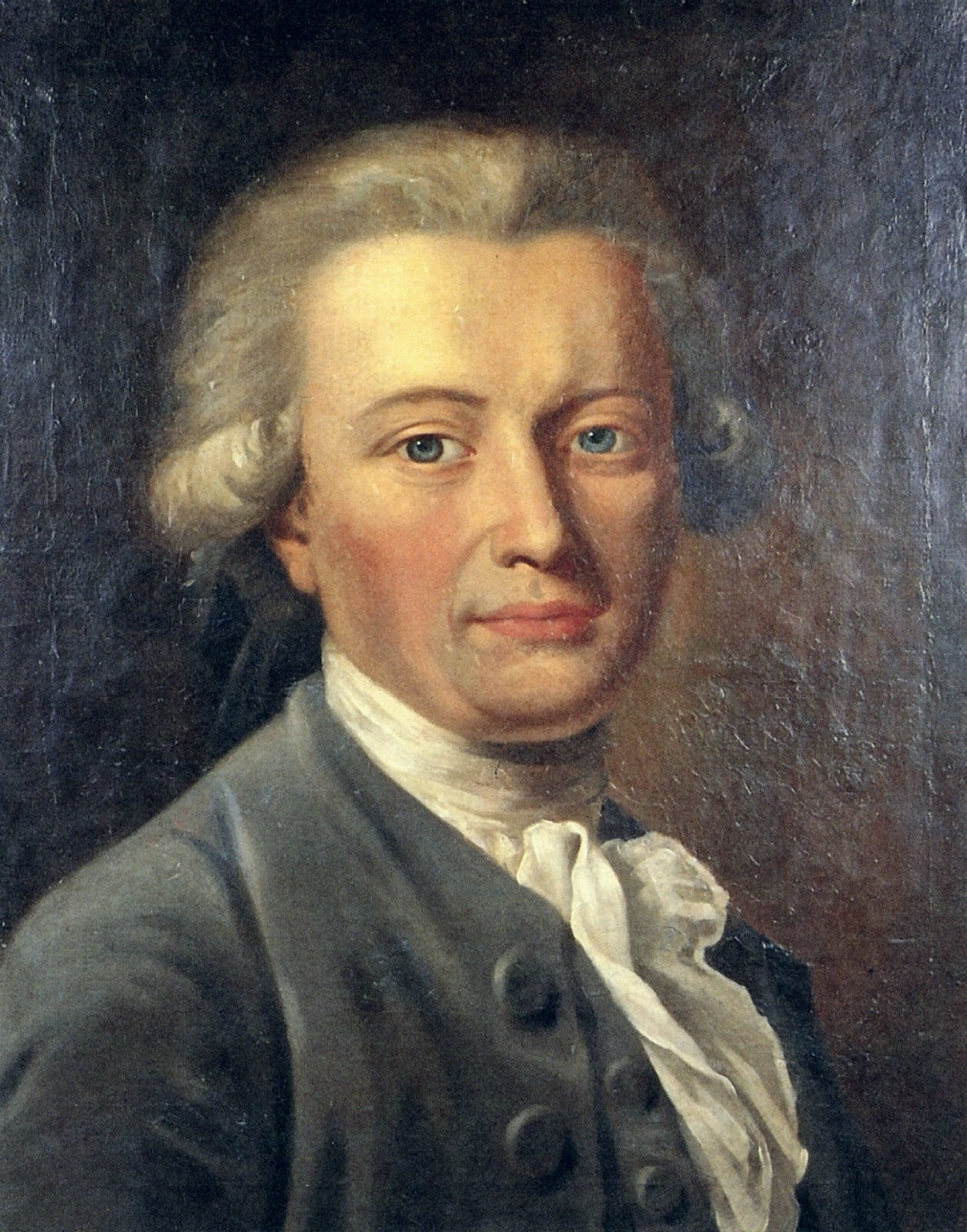
Georg Forster, Gemälde von J. H. W. Tischbein

Unter dem Namen „Gesellschaft der Freunde der Freiheit und Gleichheit“ gründeten 20 Bürger der Stadt schon am Tag nach deren Besetzung den Mainzer Jakobinerklub. Wie seine späteren Ableger in Speyer und Worms trat er im Sinne der Aufklärung für die Ideale der Französischen Revolution von Freiheit, Gleichheit, Brüderlichkeit sowie für die Errichtung einer deutschen Republik ein. Zu seinen Gründern gehörten der Arzt Georg von Wedekind, der Philosoph Andreas Joseph Hofmann, der Theologe und Kirchenrechtler Georg Wilhelm Böhmer, weitere Professoren und Studenten der Universität, zum Beispiel der „Revolutionsbarde“ und spätere Publizist und Journalist Friedrich Lehne, aber auch einige Kaufleute. Nach anfänglichem Bedenken trat ihm am 5. November auch der Universitätsbibliothekar und Naturforscher Georg Forster bei. Der Club zählte schließlich 492 registrierte Mitglieder. Sein Präsident war zeitweilig Friedrich Georg Pape, ein ehemaliger Prämonstratenser-Chorherr und Herausgeber der Mainzer Nationalzeitung. In einem offenen Schreiben vom 20. Dezember 1792 griff er „Friedrich Wilhelm Hohenzollern, dermalen König in Preußen“ scharf an und unterzeichnete mit „Dein und aller Könige Feind“. Sein provokantes Vorgehen wurde auch von der Führung der Republik kritisiert, da sie eine militärische Reaktion Preußens fürchtete.
Custine versuchte, die eroberten Gebiete zunächst mit Hilfe der alten kurmainzischen Verwaltung zu regieren, setzte aber bald revolutionsfreundliche Verwaltungen (Munizipalitäten) in den Städten Mainz, Speyer, Worms und Bingen sowie eine Allgemeine Administration für das gesamte Besatzungsgebiet ein. Dabei stützte er sich auf die deutschen Jakobiner, die in Städten und Dörfern massiv für die Ideen der französischen Revolution und für die Errichtung einer Republik warben – mit Flugschriften, Plakaten, Proklamationen, aber auch mit demonstrativen Propagandaaktionen, wie der Errichtung von Freiheitsbäumen. Mitte Dezember 1792 ergab eine Umfrage, dass in 29 von 40 befragten Gemeinden die Mehrheit der Wahlberechtigten (Männer ab 21 Jahren) eine Umgestaltung der Staatsordnung nach französischem Vorbild befürworteten.

### Die Gründung der Republik
Bis zu diesem Zeitpunkt waren alle Entscheidungen der Bevölkerung im Besatzungsgebiet ohne äußeren Druck erfolgt. Dies änderte sich um die Jahreswende 1792/93. Aufgrund der Erfahrungen in den ebenfalls eroberten Gebieten der Österreichischen Niederlande, deren Bevölkerung wenig Bereitschaft zur Revolution zeigte, hatte der Konvent in Paris am 15. Dezember beschlossen, demokratische Ordnungen in den besetzten Territorien notfalls auch gegen den Willen der Bevölkerung zu etablieren.
In Mainz erschienen daher Anfang 1793 Kommissare des Konvents. Sie sollten zusammen mit den deutschen Jakobinern die Wahlen zu den Munizipalitäten und zu einer verfassunggebenden Versammlung vorbereiten, forderten von allen Wählern aber bereits im Voraus, einen Eid auf die Grundsätze der Revolution zu leisten. Dieser Eid wurde in vielen Orten verweigert, und es kam gelegentlich sogar zu Repressionen der Jakobiner gegen die Bevölkerung. Die Wahlen zum Rheinisch-Deutschen Nationalkonvent am 24. Februar 1793 verliefen, an den Maßstäben der Zeit gemessen, dennoch halbwegs demokratisch. 126 Städte und Dörfer aus den Gebieten links des Rheins und südlich der Nahe sandten insgesamt 128 Abgeordnete nach Mainz, wo der Nationalkonvent am 18. März 1793 zu seiner dritten Sitzung unter der Leitung Andreas Joseph Hofmanns zusammenkam.

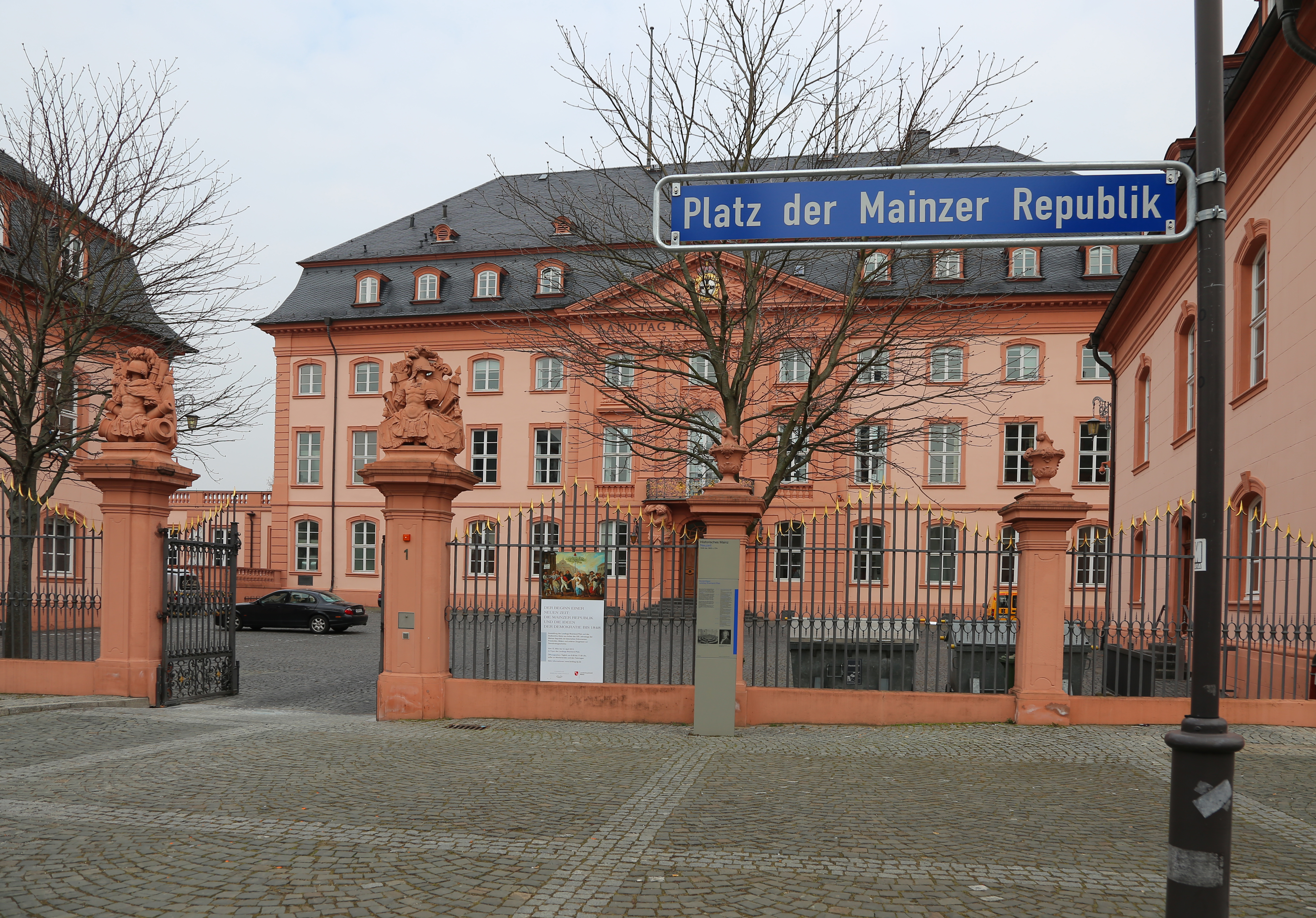
Der Rheinisch-Deutsche Nationalkonvent tagte im Mainzer Deutschhaus, heute Sitz des Landtages von Rheinland-Pfalz am Platz der Mainzer Republik (Hausnummer 1).

Diese waren ihrem Selbstverständnis nach – anders als die Mitglieder der bisher üblichen Ständeversammlungen – Vertreter der gesamten Bevölkerung eines wenn auch begrenzten Gebiets und bildeten damit ein Parlament im modernen Sinne. Das zweite nach demokratischen Grundsätzen zustande gekommene Parlament der deutschen Geschichte trat am 17. März 1793 im Mainzer Deutschhaus zusammen, das heute Sitz des Landtages von Rheinland-Pfalz ist. Es erließ am folgenden Tag das
Dekret des zu Mainz versammelten rheinisch-deutschen Nationalkonvents vom 18. März 1793, wodurch in dem Striche des Landes von Landau bis Bingen am Rhein alle bisherigen angemaßten willkürlichen Gewalten abgeschafft werden.
In Artikel 1 des Dekrets heißt es:
„Der ganze Strich Landes von Landau bis Bingen, welcher Deputierte zu diesem Konvente schickt, soll von jetzt an einen freyen, unabhängigen, unzertrennlichen Staat ausmachen, der gemeinschaftlichen, auf Freiheit und Gleichheit gegründeten Gesetzen gehorcht.“
Und weiter in Artikel 2:
„Der einzige rechtmäßige Souverän dieses Staats, nämlich das freie Volk, erklärt durch die Stimme seiner Stellvertreter allen Zusammenhang mit dem deutschen Kaiser und Reiche für aufgehoben.“
Im Folgenden erklärte das Dekret alle fürstlichen Herrschaftsrechte für erloschen und drohte den bisherigen Landesherren und allen, die ihnen bei der Rückgewinnung ihrer Herrschaft helfen sollten, mit der Todesstrafe.

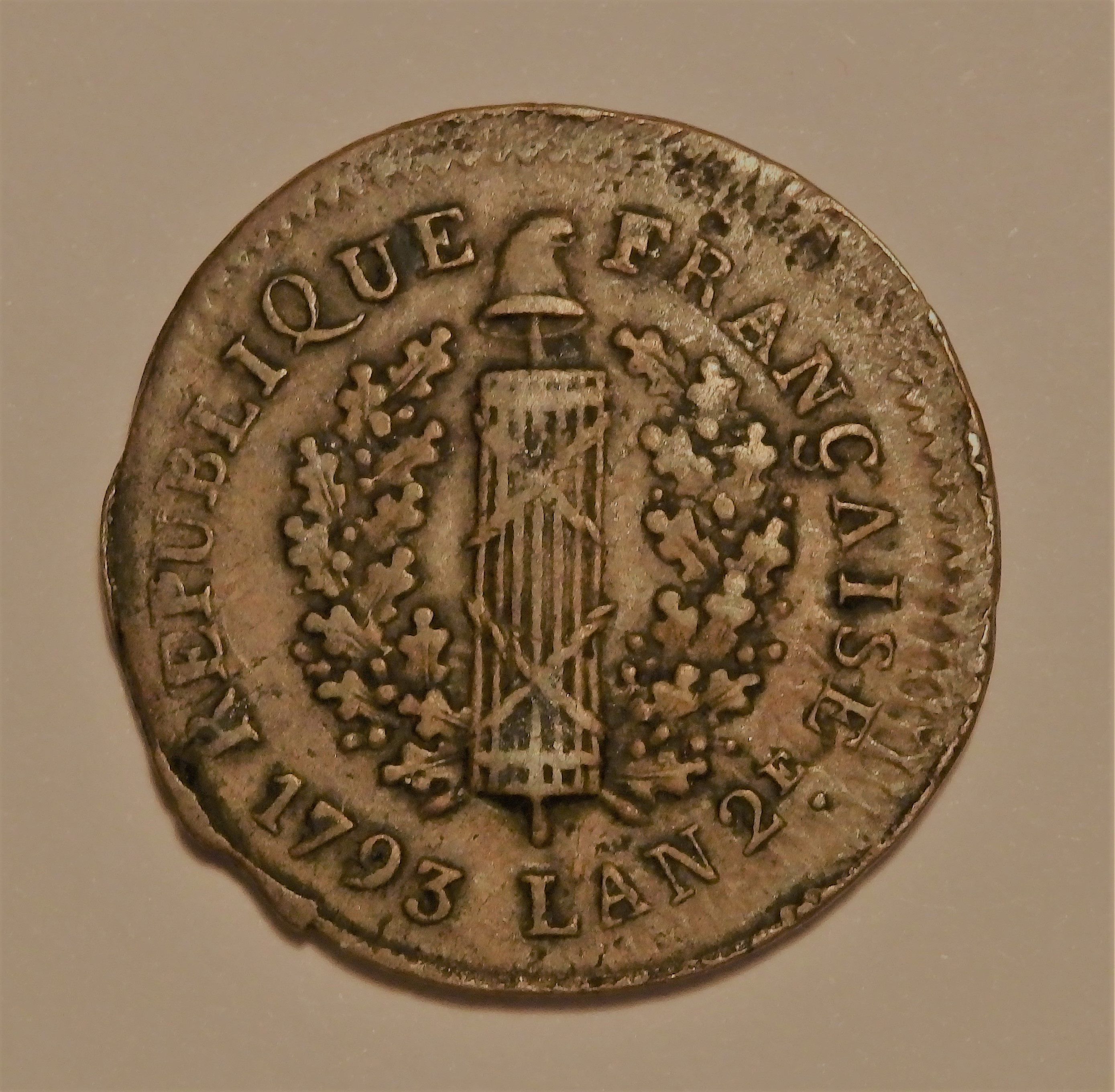
1-Sol-Münze der Mainzer Republik, Jahr 1793

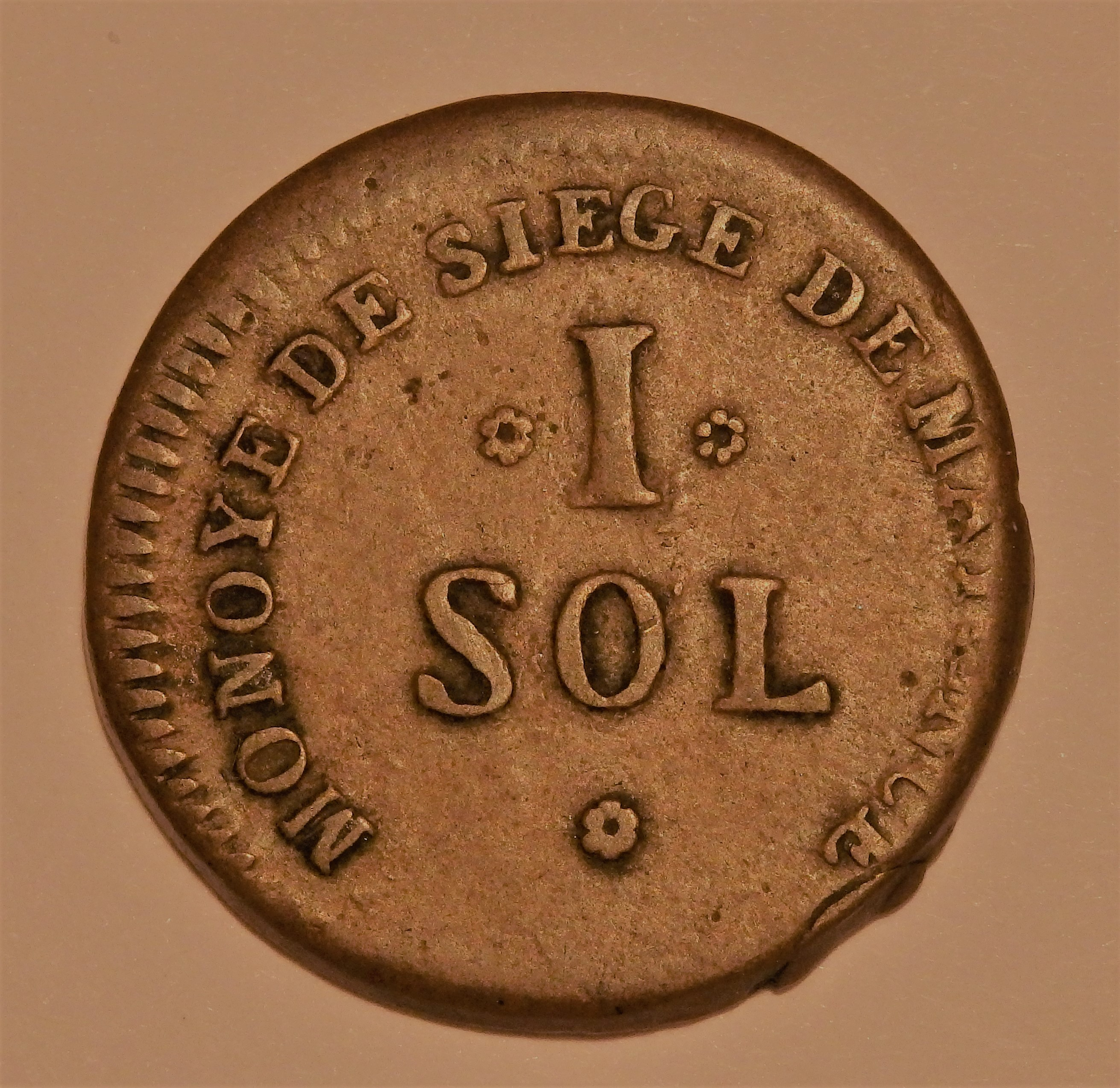
1-Sol-Münze der Mainzer Republik, Rückseite

Die Mainzer Republik gab im Jahr 1793 Kupfermünzen mit der Umschrift REPUBLIQUE FRANÇAISE heraus. Sie wurden mit der Angabe „1793“ und der republikanischen Zählung „L’AN 2“ um ein von Zweigen umgebenes Liktorenbündel geprägt. Hergestellt wurden die Nominale 1 Sol und 2 und 5 Sols.

### Das Ende der Republik

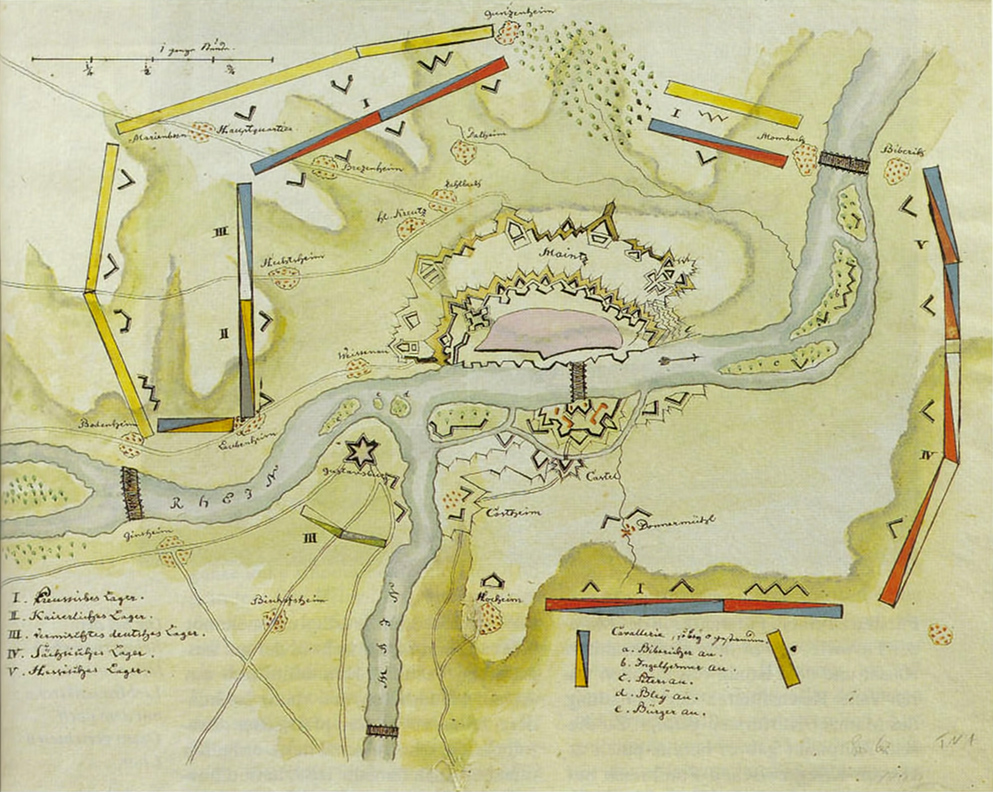
Plan der Belagerung von Mainz 1793

Den Delegierten war bewusst, dass die Mainzer Republik, auf sich allein gestellt, nicht lebensfähig war. Daher beschlossen sie schon am 23. März 1793, beim Konvent in Paris die Angliederung an Frankreich zu beantragen. Der Delegation, die zu diesem Zweck in die französische Hauptstadt entsandt wurde, gehörten Georg Forster, Adam Lux und der Kaufmann Andreas Patocki an. Am 30. März nahm der Konvent den Antrag der Mainzer Deputierten einstimmig an. Praktische Auswirkungen hatte dieser Beschluss jedoch nicht mehr. Denn mittlerweile waren preußische Truppen auf das Gebiet des Freistaats vorgedrungen und hatten im April 1793 mit der Belagerung von Mainz begonnen. In den vier Monaten von der Ausrufung bis zur Kapitulation am 23. Juli beschränkte sich das Gebiet der Mainzer Republik also allein auf die Stadt.
Nach dem Abzug der Franzosen und der Besetzung durch preußische Truppen kam es zur Verfolgung der deutschen Jakobiner und ihrer Angehörigen, sofern sie nicht geflohen waren. Sie wurden misshandelt und eingekerkert, wie beispielsweise Felix Anton Blau und Friedrich Georg Pape; ihr Eigentum wurde beschlagnahmt. Die sogenannte Klubistenverfolgung endete erst 1795, als die französischen Revolutionstruppen erneut zum Rhein vorstießen und das gesamte linksrheinische Gebiet für 20 Jahre Frankreich angegliedert wurde.

## Rezeption
Die Mainzer Republik war bereits seit Beginn ihrer Existenz Gegenstand kontroverser Diskussionen. Die Nähe ihrer Gründer und Unterstützer zum langjährigen „Erbfeind Frankreich“ wirkte bis in die Mitte des 20. Jahrhunderts hinein polarisierend. Seit den 1970er Jahren mehrten sich die teils heftig geführten akademischen Diskussionen über ihre politische Bedeutung: Sahen die einen in der Mainzer Republik das erste demokratische Staatsgebilde auf dem Boden des heutigen Deutschlands, betrachteten die anderen sie als bloßes Besatzerregime. Diese unterschiedlichen politischen Deutungen der Republik und ihrer Protagonisten prägten auch die heftigen Kontroversen, zu denen es zeitweise zwischen Wissenschaftlern der Bundesrepublik Deutschland und der Deutschen Demokratischen Republik kam. Im Gefolge des 200-jährigen Jubiläums der Mainzer Republik 1993 nahmen nicht nur die Untersuchungen und Publikationen zum Thema, sondern auch Sachlichkeit und Objektivität der Debatte zu. So revidierte beispielsweise Franz Dumont, ein Historiker, der sich dem Thema besonders intensiv gewidmet hatte, kurz vor seinem Tod 2012 seine anfangs kritische Sichtweise. In einem Zeitungsbeitrag schrieb er: „Die Mainzer Republik – ein spannendes und zugleich schwieriges Kapitel unserer Stadtgeschichte, oft verklärt, oft verdammt. Sie hatte Mängel und Widersprüche, war ebenso Besatzungsregime wie Demokratieversuch. Für Deutschland war sie einmalig, denn keine andere deutsche Stadt wurde so früh und intensiv von dem aus Westen kommenden Streben nach Bürgerrechten und Demokratie geprägt wie Mainz 1792/93. Die Mainzer Republik sollte deshalb weder historisch entsorgt noch unkritisch bejubelt werden; die Erinnerung an sie ist richtig und notwendig!“
Michael Matheus wies nach, dass führende Mainzer Jakobiner wie Georg Forster, Georg Christian Wedekind und Friedrich Lehne ihre Maßnahmen als Wiederherstellung der 1461/62 untergegangenen Mainzer Stadtfreiheit stilisierten und für die damals getöteten Mainzer Bürger Erinnerungsort schufen. Davon ausgehend plädierte er dafür, die kurzlebigen Vorgänge der Mainzer Republik in epochenübergreifender Perspektive in eine europäische Geschichte der Freiheiten und Formen der Partizipation einzuordnen. Er sprach sich zudem dafür aus, über die Ereignisse in Mainz hinaus auch Phänomene wie die Bergzaberner Republik in der Forschung stärker zu berücksichtigen. Zudem wies er auf Prägungen in familiären und lokalen Milieus hin, die dazu führten, dass Nachfahren der Protagonisten der Mainzer und Bergzaberner Republik beim Hambacher Fest und der Revolution von 1848/49 eine wichtige Rolle spielten.
Anlässlich des 220. Jubiläums der Mainzer Republik wurde im Jahr 2013 der Platz vor dem rheinland-pfälzischen Landtag im Mainzer Deutschhaus in Platz der Mainzer Republik umbenannt.

## Theaterstück
- Rolf Schneider: Die Mainzer Republik. Mainz 1980[18]